# 光敏印章

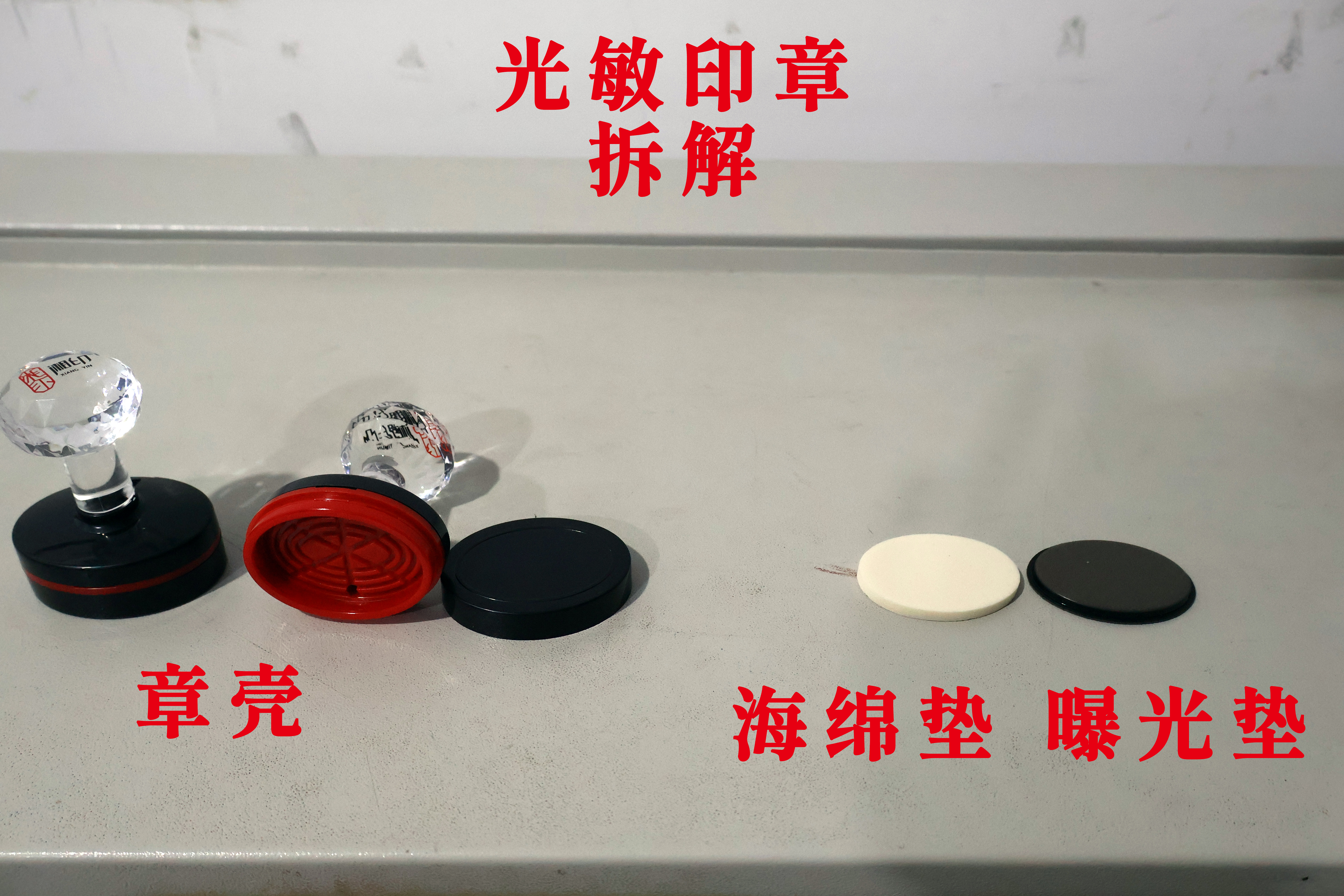
光敏印章拆解图

光敏印章，或叫平面橡胶印章，在20世纪90年代由日本发明，1998年引入中国。原理是通过曝光机的高能量脉冲光线激发照射，使带有微孔空隙（小于30微米）的光敏印章皮垫的空白部分发生聚合而将微孔空隙全部封闭，被硫酸纸或打印胶片遮蔽的图文部分未被激光照射，仍保持原有微孔空隙状态，墨水透过孔隙印在纸上，形成印文图案。
与传统印章相比，光敏印章最大的特性，是可以把复杂的图案、人像甚至照片直接制作成印章，而且章面清晰。

## 材料
章壳、硫酸纸/打印胶片、光敏印章垫、光敏印油、曝光膜